# Numero di Schmidt
Il numero di Schmidt, {\displaystyle \mathrm {Sc} }, è un numero adimensionale che esprime il rapporto tra la diffusività cinematica e la diffusività di materia.
Viene spesso utilizzato nei calcoli concernenti lo scambio di materia (ad esempio nei fenomeni di assorbimento e di combustione).
I suoi analoghi nel caso dello scambio di calore sono il numero di Prandtl e il numero di Soret.

## Definizione matematica
Il numero di Schmidt è definito come:
{\displaystyle \mathrm {Sc} ={\frac {\nu }{{\mathcal {D}}_{m}}}={\frac {\mu }{\rho {\mathcal {D}}_{m}}}}
dove:
- {\displaystyle \nu } è la diffusività cinematica;
- {\displaystyle {\mathcal {D}}_{m}} è la diffusività di materia;
- {\displaystyle \mu } è la viscosità dinamica;
- {\displaystyle \rho } è la densità.

### Numero di Schmidt turbolento
Il numero di Schmidt turbolento è definito come:
{\displaystyle \mathrm {Sc} _{t}={\frac {\nu _{t}}{{\mathcal {D}}_{t}}}={\frac {\mu _{t}}{\rho {\mathcal {D}}_{t}}}}
dove:
- {\displaystyle \nu _{t}} è la viscosità cinematica turbolenta;
- {\displaystyle {\mathcal {D}}_{t}} è il coefficiente di diffusività turbolento di materia;
- {\displaystyle \mu _{t}} è la viscosità dinamica turbolenta;
- {\displaystyle \rho } è la densità.

A differenza della definizione del numero di Schmidt per regime laminare, dove compare il coefficiente di diffusività di materia che può essere calcolato utilizzando apposite relazioni matematiche (ad esempio la relazione di Stokes-Einstein), nella definizione del numero di Schmidt per regime turbolento il coefficiente di diffusività turbolento di materia è un parametro ottenuto sperimentalmente.

## Correlazione con altri numeri adimensionali
Il numero di Schmidt corrisponde al rapporto tra il numero di Péclet per la materia e il numero di Reynolds:
{\displaystyle \mathrm {Sc} ={\frac {\mathrm {Pe} ^{*}}{\mathrm {Re} }}}
Il numero di Schmidt può essere anche scritto come il prodotto tra il numero di Lewis e il numero di Prandtl:
{\displaystyle \mathrm {Sc} =\mathrm {Le} \cdot \mathrm {Pr} }

## Interpretazione fisica
Il numero di Schmidt rappresenta il rapporto tra l'intensità dello scambio di quantità di moto e l'intensità dello scambio di massa. I gas avranno valori inferiori o prossimi a 1 (es. il metano ha {\displaystyle \mathrm {Sc} =0.8} a 100 °C in aria ambiente e l'anidride carbonica ha {\displaystyle \mathrm {Sc} =0.52} nelle stesse condizioni), mentre fluidi più viscosi avranno {\displaystyle \mathrm {Sc} \gg 1}.

## Applicazioni
Questo numero adimensionale contiene le proprietà fisiche di un mezzo e serve a ricavare coefficienti di scambio di materia, che dipendono oltre che da questo, dalla fluidodinamica (numero di Reynolds)